# Hot in Cleveland
Hot in Cleveland ist eine US-amerikanische Sitcom, die von 2010 bis 2015 für den US-Kabelsender TV Land produziert wurde. In den Hauptrollen sind Valerie Bertinelli, Betty White, Jane Leeves und Wendie Malick zu sehen. Die Serie startete am 16. Juni 2010 und erreichte die höchste Einschaltquote in der 14-jährigen Geschichte des Senders. Die erste Staffel umfasst zehn Episoden. Im November 2014 startete die sechste Staffel der Serie, welche auch gleichzeitig das Serienende brachte.
Die Idee zur Serie hatte Suzanne Martin (Frasier, Ellen). Produziert wurde die Serie von Martin, Sean Hayes und Todd Milliner durch ihre Produktionsfirmen SamJen Productions und Hazy Mills Productions in Zusammenarbeit mit TV Land. Das Konzept hinter der Serie basiert auf einer Idee von Lynda Obst, die als Executive Producer beteiligt ist. Die Serie wurde vor einem Live-Publikum im CBS Studio Center in Los Angeles als Multi-Kamera Format gedreht.
Das Serienfinale lief am 3. Juni 2015.

## Handlung

### Staffel 1
In der Pilotfolge wollen die drei Freundinnen Melanie, Joy und Victoria aus Los Angeles in den Urlaub nach Paris fliegen, als ihr Flugzeug in Cleveland in Ohio notlanden muss. Die drei finden freundlichere, weniger oberflächliche und jugendfixierte Einwohner vor als in L.A. Besonders begeistert sie dabei, dass sie als Frauen in den Vierzigern bzw. Fünfzigern trotzdem die Aufmerksamkeit zahlreicher Männer auf sich ziehen. Nachdem sie dies zunächst für zwei Wochen genießen wollen, entscheiden sie später, ganz in Cleveland zu bleiben. Sie beziehen ein Haus, bei dem die zu bissigen Bemerkungen neigende Haushälterin Elka in der Miete inbegriffen ist. Durch die Staffel ziehen sich zahlreiche Verwicklungen, wie Victorias Vortäuschung einer Krankheit, um durch Mitgefühl Stimmen bei der Vergabe der Emmys zu erhalten, Joys Verabredung mit einem Mann, der einem Serienmörder ähnelt, oder dass Elka ihr Haar hellrot färbt und sich zwischen zwei Verehrern entscheiden muss. Im Staffelfinale trifft ein Tornado Cleveland, und als die vier Freundinnen Zuflucht in Elkas Keller suchen, erfahren sie, dass deren Mann ein Dieb war. Elka wird von Melanies Freund, der Polizist ist, verhaftet.

## Figuren

### Hauptfiguren
Melanie Moretti
Melanie ist eine Schriftstellerin und Mutter von Kindern im Collegealter, die der Trennung von Melanie und ihrem Ehemann kritisch gegenüberstehen. Sie erhofft sich, in Paris die neue, große Liebe zu finden. Als jedoch das Flugzeug in Cleveland notlanden muss, verliebt sie sich in die Stadt und ihre Bewohner, sodass sie sich entschließt, dort zu bleiben.
Rejoyla „Joy“ Scroggs
Joy ist eine unverheiratete Kosmetikerin, bekannt als „Eyebrow Queen of Hollywood“, die unter anderem Oprah Winfrey und Ryan Seacrest zu ihren Klienten zählen darf. Joys Mutter, die in England lebt, ist äußerst kritisch ihr gegenüber. Im Alter von 15 Jahren bekam sie einen Sohn, den sie jedoch zur Adoption frei gab. Im ersten Staffelfinale bekommt Joy eine Nachricht von ihrem Sohn, aber ein Tornado verhindert, dass sie mit ihm Kontakt aufnehmen kann. Joy hat als Engländerin Probleme mit ihrem Aufenthaltsstatus, ihr droht die Abschiebung aus den USA. Im Zentrum vieler Bestrebungen steht deshalb das Erhalten einer Green Card.
Victoria Chase
Tori ist eine fünffach geschiedene Emmy-Award-Gewinnerin. Sie hat 27 Jahre lang in der erst kürzlich abgesetzten Seifenoper Edge of Tomorrow mitgespielt. Sie beklagt sich, dass ihre einzigen Rollenangebote jetzt seien, die Großmutter von Megan Fox in Transformers oder die Mutter von Melanie Griffith in einem anderen Projekt zu spielen. Des Weiteren macht sie in Japan Werbung für Inkontinenzwindelhosen für Frauen. Nachdem sie an einem Theaterstück in der örtlichen Schule teilgenommen hat, wird sie an dieser Theaterlehrerin. Später arbeitet sie als Reporterin für Oh Hi, Ohio, einen lokalen Nachrichten-Fernsehsender.
Elka Ostrovsky
Elka ist die ältere polnische Haushälterin, die auf dem Gelände im Gästehaus lebt. Sie hat einem Hang zu ätzenden Bemerkungen und führt(e) ein bewegtes Leben, einschließlich der Flucht vor den Nazis, dem Tod ihres Mannes, sehr viel Alkohol- und mutmaßlich auch Marihuanakonsum. Zu Beginn hält sie noch ihrem vor Jahrzehnten verstorbenen Ehemann die Treue, entwickelt dann allerdings ein aktives Beziehungsleben mit verschiedenen Verehrern.

### Gastfiguren
Gaststars während der ersten Staffel waren Shirley Knight als Melanies Mutter Loretta, Hal Linden als Victorias Vater Alex, der Sänger Joe Jonas als Melanies Sohn Will, Carl Reiner als Elkas Freund Max, Bil Dwyer als Melanies Ex-Ehemann Anders und Juliet Mills als Joys kritische Mutter Philippa. Andere Gaststars waren John Schneider, Wayne Knight, Huey Lewis, Amy Yasbeck, Tim Conway, Mark Indelicato, Gary Anthony Williams, Dave Foley und Susan Lucci.
In der Staffelpremiere der zweiten Staffel war Mary Tyler Moore zu sehen. Es war das erste Mal seit dem Ende von The Mary Tyler Moore Show bei CBS 1977, dass White und Moore wieder zusammenarbeiteten. Sherri Shepherd spielte in einer Episode, die im Februar 2011 ausgestrahlt wurde, eine Richterin. Melanie Griffith, Illeana Douglas, Jack Wagner und Bonnie Franklin waren ebenfalls als Gaststars zu sehen. John Schneider, David Starzyk und Wayne Knight führten ihre Rollen aus der ersten Staffel auch in der zweiten Staffel fort.

## Produktion
Hot in Cleveland war TV Lands erste drehbuchbasierende Sitcom und wurde produziert von Sean Hayes’ Produktionsfirma Hazy Mills Productions und geschrieben von Suzanne Martin, die als Showrunner fungierte. Die Serie wird als Multi-Kamera Format vor einem Live-Publikum im CBS Studio Center gedreht.
Betty White war ursprünglich nur als Gaststar geplant, aber ihr Auftritt war so gut, dass die Produzenten ihr eine Hauptrolle gaben. TV Land verlängerte die Serie am 7. Juli 2010 um eine zweite Staffel. Die Produktion der 20 Episoden für die zweite Staffel begann am 1. November 2010, für eine Premiere am 19. Januar 2011. White soll 75.000 US-Dollar pro Episode verdient haben. Im März 2013 wurde die Serie um eine fünfte Staffel verlängert. Während der Ausstrahlung der fünften Staffel wurde eine sechste und letzte Staffel bestellt.

### AblegerThe Soul Man
Am 20. Juni 2012 startete in den USA ein Spin-off der Serie unter dem Titel The Soul Man. Die Hauptfigur des Reverend Boyce „The Voice“ Ballentine, gespielt von Cedric the Entertainer, wurde zuvor in der als Backdoor-Pilot fungierenden Folge 31 Ganz in Schweiß eingeführt. Die dritte Staffel der Serie wurde 2014 ausgestrahlt.

## Besetzung und Synchronisation
Die deutsche Synchronisation entstand nach einem Dialogbuch und unter der Dialogregie von Ulrich Johannson durch die Synchronfirma Bavaria Synchron GmbH in München.
| Rollenname            | Schauspieler       | Hauptrolle (Episoden) | Hauptrolle (Staffeln) | Synchronsprecher  |
| --------------------- | ------------------ | --------------------- | --------------------- | ----------------- |
| Melanie Moretti       | Valerie Bertinelli | 1–128                 | 1–6                   | Simone Brahmann   |
| Rejoyla „Joy“ Scroggs | Jane Leeves        | 1–128                 | 1–6                   | Ulrike Johannson  |
| Victoria Chase        | Wendie Malick      | 1–128                 | 1–6                   | Christina Hoeltel |
| Elka Ostrovsky        | Betty White        | 1–128                 | 1–6                   | Eva-Maria Lahl    |

## Ausstrahlung
Die erste Staffel mit 10 Episoden war vom 16. Juni bis zum 18. August 2010 auf dem US-Kabelsender TV Land zu sehen. Die zweite Staffel mit 22 Episoden feierte am 19. Januar 2011 Premiere. und lief bis zum 31. August 2011. Trotz sinkender Quoten bestellte TV Land am 28. Februar 2011 eine dritte Staffel, die vom 30. November 2011 bis zum 6. Juni 2012 mit insgesamt 24 Episoden lief. Im Januar 2012 gab TV Land die Verlängerung um eine vierte Staffel, bestehend aus 24 Episoden, bekannt. Diese wurde vom 28. November 2012 bis zum 4. September 2013 ausgestrahlt. Die fünfte Staffel der Serie wurde vom 26. März bis zum 10. September 2014 ausgestrahlt und bestand aus ebenfalls 24 Episoden. Die sechste und letzte Staffel mit abermals 24 Episoden war vom 5. November 2014 bis zum 3. Juni 2015 zu sehen.
International wird die Serie von Endemol verkauft. Die Serie wird unter anderem in Kanada, Australien und in der Türkei ausgestrahlt. Die deutschsprachigen Ausstrahlungsrechte der Serie wurden Ende 2010 durch die Tele München Gruppe erworben.
Die deutschsprachige Erstausstrahlung erfolgte seit dem 8. Mai 2012 beim Bezahlfernsehsender Glitz*.
Im deutschen Free-TV strahlte RTL II die Serie ab dem 6. April 2013 aus. Am 18. Juni 2013 wurde die Absetzung der Serie bekanntgegeben, so dass die Ausstrahlung auf RTL II mit der 22. Folge mitten in der zweiten Staffel beendet wurde. In Österreich begann der ORF die Ausstrahlung der ersten Staffel am 1. Oktober 2012.
Seit September 2019 strahlt One die Serie in Deutschland aus.
Bei der deutschsprachigen Ausstrahlung fehlen einige Episoden. Dabei handelt es sich jedoch um Specials, in denen Highlights und Pannen (sogenannte „Bloopers“) sowie Blicke hinter die Kulissen und Interviews mit den Beteiligten gezeigt wurden. Im Gegensatz zu anderen Serien sind diese Specials bei Hot in Cleveland Teil der regulären Ausstrahlung gewesen und wurden bei den Episoden mitgezählt. Einzige Ausnahme einer inhaltlichen Episode, die ebenfalls nicht synchronisiert wurde, ist eine animierte Episode aus der fünften Staffel. Bis auf diese Specials und die animierte Episode wurde die Serie vollständig synchronisiert und in Deutschland ausgestrahlt.

## Auszeichnungen
- Screen Actors Guild Awards
  - 2011: SAG Award in der Kategorie Beste Darstellerin in einer Fernsehserie – Komödie für Betty White
  - 2011: Nominierung in der Kategorie Bestes Schauspielensemble – Komödie

## DVD-Veröffentlichung
Deutschland
- Staffel 1 erschien am 18. April 2013
- Staffel 2 erschien am 16. Mai 2013

Vereinigte Staaten
- Staffel 1 erschien am 11. Januar 2011
- Staffel 2 erschien am 29. November 2011
- Staffel 3 erschien am 27. November 2012
- Staffel 4 erschien am 3. Dezember 2013
- Staffel 5 erschien am 4. November 2014

Großbritannien
- Staffel 1 erschien am 25. April 2011
- Staffel 2 erschien am 25. Februar 2013